# Пітер Крейґ
Пітер Крейґ (англ. Peter Craig; нар. 10 листопада 1969, Лос-Анджелес, Каліфорнія, США) — американський сценарист, актор, продюсер, режисер та письменник, автор кримінальних романів.

## Життєпис
Пітер Крейґ народився 10 листопада 1969 року в місті Лос-Анджелес штат Каліфорнія, у сім'ї відомої акторки Саллі Філд та Стіва Крейґа, будівельного підрядника. У 1975 році батьки розлучилися. Пітер Крейґ ріс у Південній Каліфорнії та штаті Орегон. У нього є рідний молодший брат Елі Крейґ —  кінорежисер, сценарист та актор, і зведені брати Джон Крейґ — музикант та Семюель Ґрейсман (нар. 1987).
Відвідував Майстерню письменників Айови в Університеті Айови, де навчався у акторів Тобіаса Вольфа та Мерилінн Робінсон. У 1991 році закінчив Університет Айови.

## Кар'єра
У 1998 році він опублікував свій перший роман «Постріл Мартіні», а в 2004 році з цей роман він був нагороджений стипендією Джеймса Міченера Товариства Коперника.
2010 року він брав участь у написанні сценарію для фільму «Місто» режисера Бена Аффлека, за цю працю він номінувався на Кінопремію «Вибір критиків» Найкращий оригінальний/адаптований сценарій, Премію «Супутник» Найкращий адаптований сценарій та Найкращий оригінальний сценарій, Премію Гільдії сценаристів Америки Найкращий адаптований сценарій, Премію спільноти кінокритиків Сан‑Дієго Найкращий оригінальний/адаптований сценарій.
У 2016 році Крейґ адаптував свій власний роман «Кровний батько» у фільмі «Кровний батько» режисера Жана-Франсуа Ріше, який був створений «Lions Gate Entertainment». 
Крейґ написав сценарій до першої та другої частини телесеріалу «Голодні ігри: Переспівниця», сценарію до фільму «Погані хлопці назавжди», «Найкращий стрілець: Маверік» та «Бетмен». Він також написав сценарій для стрічки «Мати», разом з Андреа Берлофф та Мішею Ґріном, режисерки Нікі Каро. Прем'єра стрічки запланована на «Netflix» наприкінці 2022 року.
Він написав сценарій до довгоочікуваного продовження «Гладіатора» Рідлі Скотта.
У 2022 році відбувся режисерський дебют Пітера Крейґа, він став режисером та сценаристом драматичної стрічки «Дикі чотири години» (Wild Four O'Clocks) з Мішель Пфайфер у головній ролі.
Пітер Крейґ у світовому прокаті входить до 50 найбільш касових сценаристів усіх часів.

## Особисте життя
Пітер Крейґ був одружений з письменницею Емі Скаттерґуд з 1995 по 2005 рік. У подружжя народилося двоє дочок, Ізабель та Софі. Після розлучення Пітер одружився з акторкою Дженніфер Дефрансіско 3 жовтня 2008 року. У шлюбі народився син Оґден. Подружжя розлучилося 17 жовтня 2018 року.

## Доробок

### Романи
- Постріл Мартіні / The Martini Shot (1998)[12]
- Гарячий пластик / Hot Plastic (2004)[13]
- Кровний батько / Blood Father (2005)[14]

### Фільмографія
Сценарист, продюсер, режисер
| Рік  | Назва                                    | Сценарист | Продюсер | Режисер | Примітки                                                                                                   |
| ---- | ---------------------------------------- | --------- | -------- | ------- | --- |
| 2010 | «Місто»                                  | Так       | Ні       | Ні      | екранізація роману «Принц злодіїв» Чака Гоґана, режисер Бен Аффлек.                                        |
| 2014 | «Голодні ігри: Переспівниця. Частина І»  | Так       | Ні       | Ні      | екранізація роману «Переспівниця» Сюзанни Коллінз, режисер Френсіс Лоуренс.                                |
| 2015 | «Голодні ігри: Переспівниця. Частина ІІ» | Так       | Ні       | Ні      | екранізація роману «Переспівниця» Сюзанни Коллінз, режисер Френсіс Лоуренс.                                |
| 2016 | «Кровний батько»                         | Так       | Так      | Ні      | екранізація роману «Кровний батько» Пітера Крейґа, режисер Жан-Франсуа Ріше.                               |
| 2018 | «12 мужніх»                              | Так       | Ні       | Ні      | екранізація роману-бестселера «Кавалеристи» (2009) Дуґа Стентона, режисер Жан-Франсуа Ріше.                |
| 2020 | «Погані хлопці назавжди»                 | Так       | Ні       | Ні      | сиквел стрічок «Погані хлопці» (1995) та «Погані хлопці 2» (2003), режисери Аділь Ель Арбі та Білал Фалла. |
| 2021 | «Непрощенна»                             | Так       | Ні       | Ні      | адаптація британського мінісеріалу «Непрощені» (2009), режисерка Нора Фінґшайдт.                           |
| 2022 | «Найкращий стрілець: Маверік»            | Так       | Ні       | Ні      | сиквел стрічки «Найкращий стрілець» (1986), режисер Джозеф Косінскі.                                       |
| 2022 | «Бетмен»                                 | Так       | Ні       | Ні      | за мотивами коміксів про Бетмена, режисер Метт Рівз.                                                       |
| 2023 | «Мати»                                   | Так       | Ні       | Ні      | за сценарієм Міші Ґрін, Андреи Берлофф та Пітера Крейґа, режисерка Нікі Каро.                              |
| 2024 | «Гладіатор 2»                            | Історія   | Ні       | Ні      | |
| TBA  | «Дикі чотири години»                     | Так       | Ні       | Так     | постпродукція                                                                                              |

Актор
| Рік  | Назва         | Роль | Примітки               |
| ---- | ------------- | ---- | ---------------------- |
| 1978 | «Гупер»       | Піт  | режисер Гел Нідем      |
| 1988 | «Задоволення» | Міґ  | режисерка Джоан Фрімен |